# La Bâtie-des-Fonds
La Bâtie-des-Fonds település Franciaországban, Drôme megyében. Lakosainak száma 4 fő (2022. január 1.). La Bâtie-des-Fonds La Beaume, La Piarre, Saint-Pierre-d’Argençon, Les Prés és Valdrôme községekkel határos.

## Népesség
A település népességének változása:
| Lakosok száma | 11   | 17   | 8    | 8    | 5    | 6    | 4    | 2    | 2    | 4    |
|               | 1968 | 1982 | 1990 | 2006 | 2013 | 2015 | 2017 | 2019 | 2020 | 2022 |